# Izlandi forrópont

Izland vulkanikus rendszere

Az Izlandi forrópont egy Izland szigete alatt található köpenyfeláramlás, ami az izlandi vulkáni mezőt hozta létre. Feltehetőleg ez a felelős a sziget létrejöttéért is, valamint az ott tapasztalható rendkívül nagyszámú kísérőjelenségekért.

## Elhelyezkedése
Az Izlandi forrópont nagyjából a sziget középkeleti része, a Vatnajökull jégmező alatt helyezkedik el, három törésvonal találkozási pontjánál. Délnyugati részén található a Nyugati Vulkanikus Mező, dél-délkeleti részén a Keleti Vulkanikus mező, északon pedig az Északi Vulkanikus mező terül el.
Jelenleg a Keleti és a Nyugati Vulkanikus Mezők közel egyforma aktivitást mutatnak, de a geológiai bizonyítékok alapján állíthatjuk, hogy a Keleti Vulkanikus Mező aktivitása emelkedőben, a Nyugatié csökkenőben van.
A forrópont egyik legjelentősebb ismert megnyilvánulása a Laki hasadékvulkán kitörése 1783-ban. Ez egyben modelljéül is szolgál a többi forrópontos vulkanizmusnak.
A forrópont felett északi részén 25, déli részén 40 km vastag a kéregburok. Ugyanakkor a Vatnajökull vulkánjai alatt ez mindössze 3 km-t tesz ki. A földrengések hullámainak vizsgálata alapján a kéreg hőmérséklete a szilárdulási határ alatt van.

## Történet
A forróponthoz valószínűleg köthető legősibb kőzetek az európai és észak-amerikai lemezeken találhatóak, korukat 130 millió évesnek becsülik. Mindkét lemezen 61 millió év körüliek a forróponthoz tartozó kőzetek. Grönland szigetén szintén a forrópontból származó láva található, ennek kora 40 millió év, ami jól egyezik a kőzetlemezek sebessége alapján számíthatóval.
A legöregebb felszíni kőzetek Izlandon 16 millió évesek. A forrópont a sziget nyugati részén jelentkezett először, innen halad az Közép-Atlanti-hátság hatására lassan kelet felé. Eközben a köpenyfeláramlás a törésvonal haladására is hatással volt, mivel az is kelet felé kanyarodott. Jelenleg a csóva Két törésvonal: a Közép-Atlanti-hátság és a Katla, Bárðarbunga és Grimsvötn vulkánokat is tápláló törésvonal találkozásánál található. A geológusok úgy vélik, utóbbi létrejöttét éppen a forrópont okozza.
A forrópont legősibb nyoma a szigeten, a Húnaflói-Skagi vulkanikus mező nagyjából 3 millió éve fejezte be a működést, a jelenlegi helyzetét a geológiai adatok alapján 6-7 millió éve foglalta el.